# Nicky Pastorelli
Nicky Pastorelli (Den Haag, 11 april 1983) is een Nederlands autocoureur.

## Carrière

### Euro Formule 3000
Pastorellis carrière begon met karting. In 2003 startte hij in het Euro Formule 3000 kampioenschap. Hij pakte enkele podiumplaatsen en eindigde het seizoen als vijfde.
In het seizoen 2004 kwam Pastorelli opnieuw uit in deze serie voor het Draco Junior Team. Hij won het kampioenschap met één punt voorsprong op zijn rivaal Fabrizio del Monte. Pastorelli wist twee races te winnen en zesmaal op het podium te eindigen in het tien races tellende kampioenschap.

### Testcoureur Formule 1
Door zijn kampioenschap in de Euro 3000 mocht Pastorelli eenmalig testen voor het Minardi Formule 1 team. Hij wist tijdens deze test genoeg indruk te maken om een testcontract aangeboden te krijgen bij Jordan. Hij werd hiermee de eerste coureur in het Midland F1 Young Driver Development Program. MF1 was op dat moment eigenaar van het Jordan-team. Toen MF1 in 2006 werd overgenomen door Spyker, hield het Formule 1-avontuur op voor Pastorelli.

### Champ Car
Na zijn avontuur in de Formule 1 stapte Pastorelli in 2006 in de Champ Car. Hij begon zijn seizoen tijdens de tweede race, op het stratencircuit van Houston. Hij wist tijdens deze en volgende races niet te overtuigen. Hij werd daarom uit de wagen gezet en tijdens de laatste twee races van het seizoen vervangen door Mario Domínguez.

### Dutch Supercar Challenge

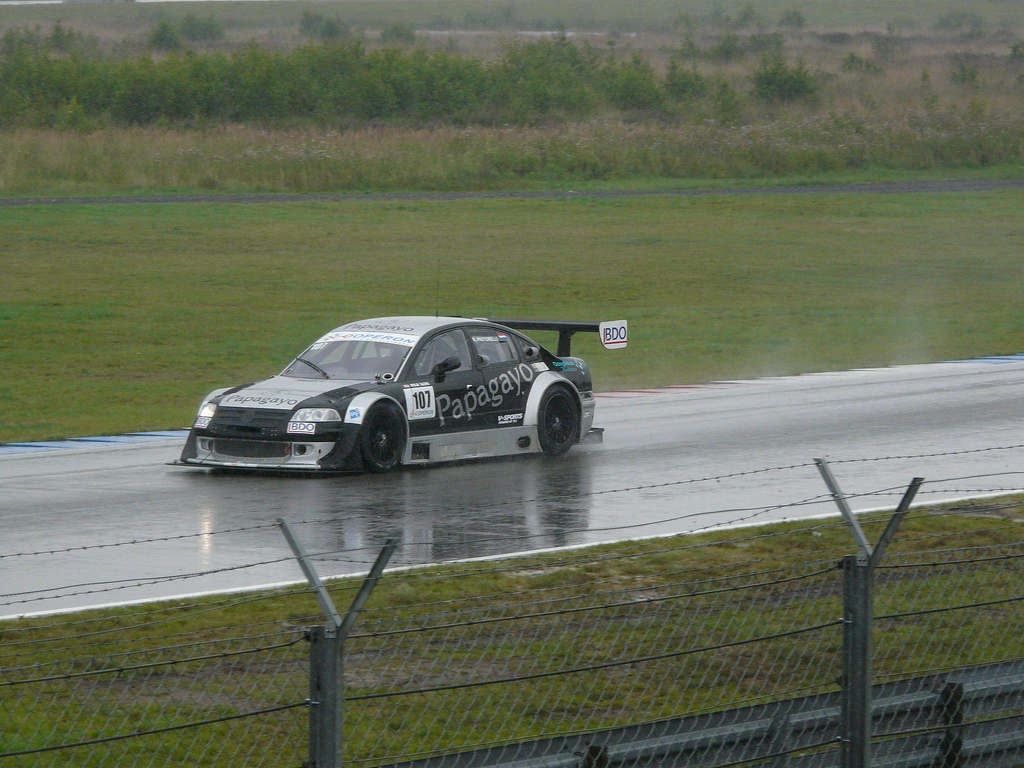
Pastorelli tijdens de DSC in 2008

In 2008 was hij actief in de Dutch Supercar Challenge. Hij werd in deze klasse derde algemeen, ondanks het feit dat hij een aantal races miste. Pastorelli reed met een Volkswagen Passat.

### American Le Mans Series
Vanaf 2008 kwam Pastorelli uit in de American Le Mans Series. Hij reed met een Porsche 911 GT3 in de GT2-klasse.

## Trivia
- Nicky's broer Francesco was ook actief in de autosport. De broers reden een aantal races samen in de Porsche in de ALMS.